# 神戸市立多井畑小学校
神戸市立多井畑小学校（こうべしりつたいのはたしょうがっこう）は、兵庫県神戸市須磨区友が丘3丁目にある公立小学校。

## 概要
2014年度の総児童数は292人（12学級）、教員数は16人、職員数は1人、教員一人当たり生徒数18.3人である。

## 沿革

### 経緯
多井畑小学校は、摂西小学校（現・神戸市立東須磨小学校）の支校として設立された。第二次世界大戦降伏後の学制改革によって、神戸市立多井畑小学校となった。

### 年表
- 1873年11月2日 - 摂西小学校の支校として多井畑村旧極楽寺を仮用して開校、多畑小学校と呼ぶ。
- 1887年4月 - 摂西小学校より独立し、多井畑簡易小学校と改称。
- 1892年12月 - 多井畑西所1番地に校舎移転。
- 1893年1月 - 多井畑尋常小学校と改称。
- 1920年4月1日 - 須磨町が神戸市に合併、神戸市立多井畑尋常小学校と改称。
- 1930年11月 - 岡ノ辻13番地に校舎移転。
- 1941年4月1日 - 国民学校令によって多井畑国民学校と改称。
- 1947年4月1日 - 学制改革により神戸市立多井畑小学校となる。
- 1956年7月 - 校章旗制定。
- 1957年11月 - 校歌制定。
- 1968年10月 - 北須磨団地[3]に校舎移転。
- 1987年3月 - 須磨警察署より交通安全表彰される。

## 教育目標
- ひびく心、切り拓く力、健やかな体    笑顔 チャレンジ ありがとう

## 学校行事
| - 4月 始業式・入学式 - 5月 - 6月 | - 7月 終業式 - 8月 夏休み - 9月 始業式・運動会 | - 10月 - 11月 音楽会 - 12月 終業式 | - 1月 始業式 - 2月 - 3月 終業式・卒業式 |

## 通学区域
- 神戸市須磨区[4]
  - 多井畑、多井畑東町、友が丘1～9丁目、横尾9丁目（県道神戸三木線より西側）

## 進学先中学校
- 神戸市立高倉中学校 - 神戸市須磨区多井畑
- 神戸市立友が丘中学校 - 上記以外

## 校区内の主な施設
- 奥須磨公園
- 須磨警察署 多井畑交番
- 神戸市立友が丘中学校

## 交通アクセス
- 神戸市営地下鉄西神線 名谷駅から1.2km、妙法寺駅から1.6km
- 神戸市バス 71・73・74系統
  - 北須磨団地より
  - 北須磨団地東口より

## 通学区域が隣接している学校
- 神戸市立高倉台小学校
- 神戸市立北須磨小学校
- 神戸市立横尾小学校
- 神戸市立妙法寺小学校
- 神戸市立南落合小学校
- 神戸市立竜が台小学校
- 神戸市立菅の台小学校
- 神戸市立名谷小学校
- 神戸市立下畑台小学校